# 杉澤眞優
杉澤 眞優（すぎさわ まゆ、1994年〈平成6年〉7月13日 - ）は、RSK山陽放送のアナウンサー。

## 略歴・人物
- 愛媛県立松山東高等学校、東京学芸大学を卒業後、2018年にRSK山陽放送へ入社。
- 趣味はドライブ、健康番組・雑誌を見ること、運動、映画鑑賞。特技は利きビール[1]。
- 同期入社は田中大貴、武田彩佳。

## 担当番組

### テレビ
- 情報ワイド あれスタ
- ちゃんねるロック
- RSKニュース（随時）
- RSKイブニングニュース

### ラジオ
- OKAYAMA SOUND MAGAZINE
- 朝耳らじお55
- あもーれ!マッタリーノ
- RSKラジオニュース（随時）